# Balabacea
Balabacea is een geslacht van kevers uit de familie  
kniptorren (Elateridae).
Het geslacht is voor het eerst wetenschappelijk beschreven in 1974 door Ôhira.

## Soorten
Het geslacht omvat de volgende soort:
- Balabacea dalawanensis Ôhira, 1974